# Kurali
Kurali é uma cidade  no distrito de Rupnagar, no estado indiano de Punjab.

## Geografia
Kurali está localizada a 30° 50′ N, 76° 34′ L. Tem uma altitude média de 281 metros (921 pés).

## Demografia
Segundo o censo de 2001, Kurali tinha uma população de 23,039 habitantes. Os indivíduos do sexo masculino constituem 53% da população e os do sexo feminino 47%. Kurali tem uma taxa de literacia de 73%, superior à média nacional de 59.5%: a literacia no sexo masculino é de 76% e no sexo feminino é de 69%. Em Kurali, 12% da população está abaixo dos 6 anos de idade.